# Низе, Бенедикт
Юрген Антон Бенедикт Низе (нем. Jürgen Anton Benedikt Niese; 24 ноября 1849, Бург-ауф-Фемарн, Гольштейн-Глюкштадт — 1 февраля 1910, Галле (Саксония-Анхальт)) — германский историк и филолог-классик. Также был известен как Бенедикт, Бенедиктус или Бенедиктус Низе. Старший брат писательницы и педагога Шарлотты Низе (1854—1935).

## Биография
Бенедикт Низе родился 24 ноября 1849 года в семье датского пастора в городке Бург на острове Фемарн, который со времён Средневековья входил в состав датского герцогства Шлезвиг; последнее в 1864 году по итогам Датской войны (Второй войны за Шлезвиг) полностью отошло к Пруссии, а затем была образована прусская провинция Шлезвиг-Гольштейн.
Изучал классическую филологию в университетах Киля и Бонна, в 1872 году получил докторскую степень в университете Киля и с 1873 по 1876 год преподавал в городах Италии и в Париже. В 1876 году габилитировался в Гёттингенском университете, спустя год стал там экстраординарным профессором, а затем в Марбурге в 1880 году — ординарным профессором древней истории и классической филологии. В 1881 году перешёл профессором классической филологии в Университет Бреслау, но в 1885 году вернулся в Марбург, где с 1890 года занимал пост декана факультета искусств, а в 1901 году был избран ректором. С 1906 года и до конца жизни служил профессором в Университете Галле.
Изучал произведения Гомера и труды Иосифа Флавия.

## Личная жизнь
В 1881 году Бенедикт Низе женился на Берте Циммерман (1859–1937), у них родилось двое детей: 
- сын Ганс (1882—1915), который стал преподавателем истории в Гёттингенском университете, погиб во время Первой мировой войны;
- дочь Аннемари (1890—1975).

## Основные труды
- «Der Homerische Schiffskatalog als historische Quelle» (Киль, 1873),
- «Die Entwickelung der homerischen Poesie» (Берлин, 1882),
- «Grundüzge der römischen Geschichte» (в 3-х томах, «Händbuch der klassischen Altertumswissenschaft» Мюллера, Мюнхен, 1888, 4-е издание — 1910),
- «Geschichte der griechischen und makedonischen Staaten seit der Schlacht bei Chaeronea» (3 тома, Гота, 1893—1903).
- Очерк римской истории и источниковедения / Пер. с 4-го нем. изд. слушательниц Высш. женск. курсов под ред. М. И. Ростовцева. — 3-е изд. — Санкт-Петербург: Обществ. польза, 1910. — 556 с.